# Epilobium huteri
Epilobium huteri là một loài thực vật có hoa trong họ Anh thảo chiều. Loài này được Borbás ex Hausskn. mô tả khoa học đầu tiên năm 1884.